# Bunaeopsis phidias
Bunaeopsis phidias is een vlinder uit de familie nachtpauwogen (Saturniidae), onderfamilie Saturniinae.
De wetenschappelijke naam van de soort is voor het eerst geldig gepubliceerd door Weymer in 1909.